# 莫伊斯巴赫河 (哈芬洛爾河支流)
49°56′48.99″N 9°26′34.35″E / 49.9469417°N 9.4428750°E

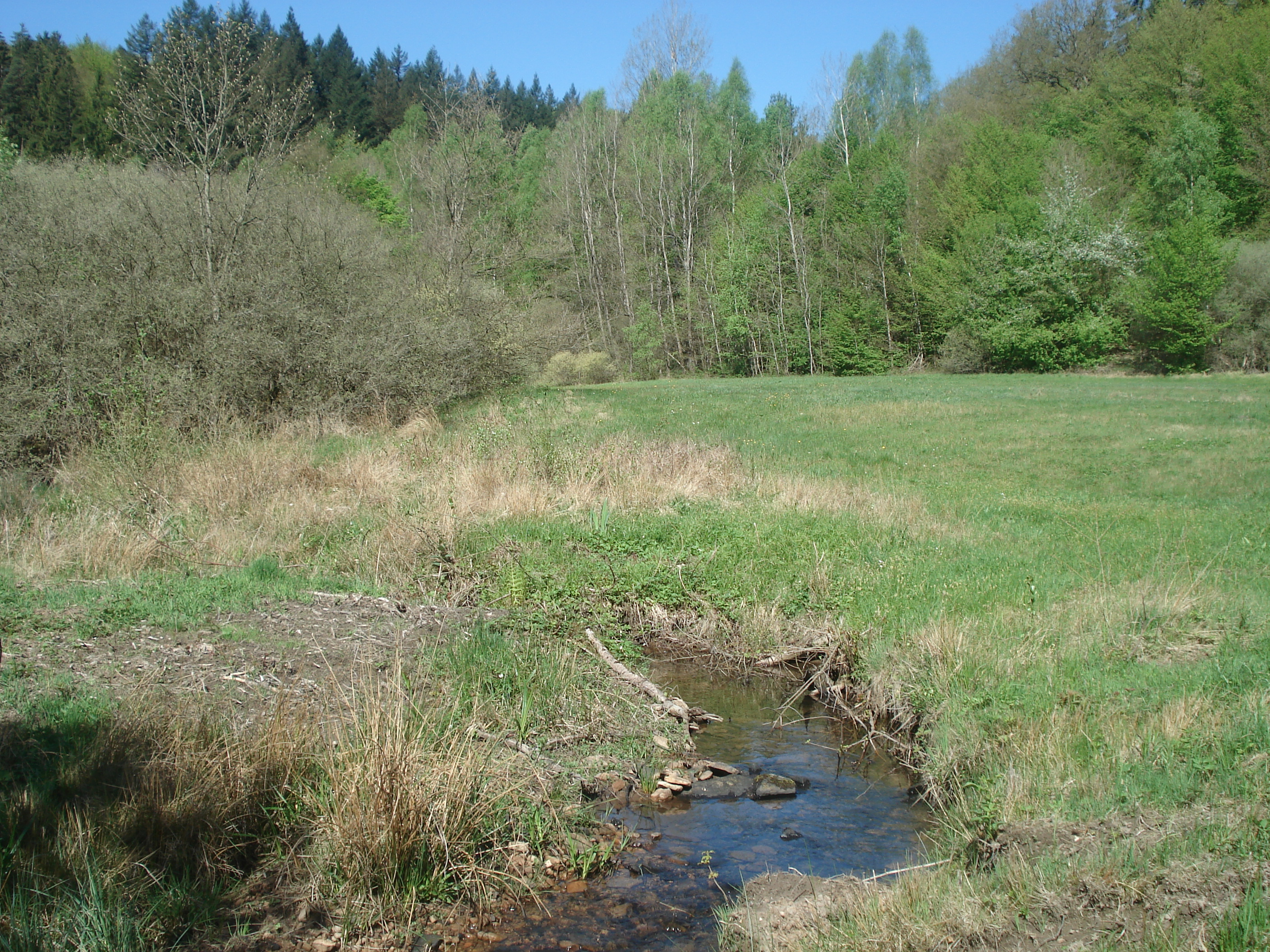

莫伊斯巴赫河（德語：Mäusbach），是德國的河流，位於該國東南部，由巴伐利亞負責管轄，屬於哈芬洛爾河的左支流，河道全長2.8公里，流域面積5.6平方公里。